# Lijst van Nederlandse atletiekverenigingen
Dit is een lijst van Nederlandse atletiekverenigingen aangesloten bij de Atletiekunie. Dit kunnen ook verenigingen zijn die zich alleen bezighouden met hardlopen of wandelen.

## Atletiekvereniging per Atletiekunie-regio

### Regio 1: Amsterdam en omstreken
- AAC (Amsterdam)
- AC Waterland (Landsmeer)
- AKU (Uithoorn)
- A.S.A.V. Aquila (Amsterdam)
- ASH Nereus (Amsterdam)
- AV 1923 (Amsterdam)
- AV Aalsmeer (Aalsmeer)
- AV Atos (Amsterdam)
- AV Badhoevedorp (Badhoevedorp)
- AV Edam (Edam)
- AV Feniks (Amsterdam)
- AV Monnickendam (Monnickendam)
- AV NEA-Volharding (Purmerend)
- AV Startbaan (Amstelveen)
- De Veenlopers (Mijdrecht)
- Hardloop Club Amsterdamse Bos (Amsterdam)
- Loopgroep All Sports (Amstelveen)
- Loopgroep VHS (Amsterdam)
- Loopwijzer (Amsterdam)
- Phanos (Amsterdam)
- Rainbow Athletics Amsterdam (Amsterdam)
- RunningClubAmsterdam (Amsterdam)
- Running Holland Vereniging (Amsterdam)
- WHPH (Amsterdam)
- ZOEV (Amsterdam)

### Regio 2: Gooi en Eemland
- Almere '81 (Almere)
- Altis (Amersfoort)
- AV Nijkerk (Nijkerk)
- AV Fit (Zeist)
- AV Pijnenburg (Soest)
- AV Spirit Lelystad (Lelystad)
- AV Triathlon (Amersfoort)
- avVN (Zeist)
- AV Zuidwal (Huizen)
- BAV (Baarn)
- Hardloopvereniging Dolichos (Bussum)
- GAC Hilversum (Hilversum)
- Sportief Hardlopen Huizen (Huizen)
- Tempo Atletiek Vereniging (Bussum)
- Zeewolde Atletiek (Zeewolde)

### Regio 3: Kennemerland
- AV Castricum (Castricum)
- AV Haarlem (Haarlem)
- AV Haarlemmermeer (Hoofddorp)
- AV Lycurgus (Assendelft)
- AV Suomi (Velsen)
- AV Trias (Heiloo)
- AV Zaanland (Zaandam)
- DEM (Beverwijk)
- KAV Holland (Haarlem)

### Regio 4: Noord-Holland
- ARO '88 (Obdam)
- Atletiekver. DOKEV (Anna Paulowna)
- AV Hera (Heerhugowaard)
- AV Hollandia (Hoorn)
- AV Hylas (Alkmaar)
- AV NOVA (Warmenhuizen)
- AV Texel (Texel)
- AV Wieringermeer (Wieringerwerf)
- Loopgroep Conditietrainingclub CDGN (Purmerend)
- Loopgroep De Weyver (Hoogwoud)
- Loopgroep Hoorn (Hoorn)
- Loopgroep Julianadorp (Julianadorp)
- Loopgroep Medemblik (Medemblik)
- Loopgroep RJD (Purmerend)
- SAV (Grootebroek)
- SV Noordkop (Den Helder)
- SV Sportlust (Den Helder)
- TAS '82 (Schagen)

### Regio 5: Utrecht
- AV Atverni (Nieuwegein)
- AV Clytoneus (Woerden)
- AV Phoenix (Utrecht)
- AV Statina (Culemborg)
- Capgemini Running Team (Utrecht)
- AV Fit (Zeist)
- Fun Runners Zeist (Zeist)
- Hellas Utrecht (Utrecht)
- J.A.V. ATHLOI (Harmelen)
- LintRunners (Vleuten)
- Loopgroep Athletic Point (De Meern)
- Loopgroep Bunnik (Bunnik)
- Loopgroep Houten (Houten)
- Loopgroep Run-Inn Utrecht (Utrecht)
- AV OSM '75 (Maarssen)
- Road Runners Zeist (Zeist)
- Runners Club Woerden (Woerden)
- Running Athletic Point (De Meern)
- Trecho (De Meern)
- U-Track (Utrecht)
- VAV (Veenendaal)

### Regio 6: Dordrecht
- AAA (Alblasserdam)
- AV Passaat (Papendrecht)
- AV Spirit Oud Beijerland (Oud Beijerland)
- Fortius (Dordrecht) (Heette DK en AV Hercules tot de fusie met AV Parthenon)
- Typhoon (Gorinchem)

### Regio 7: Leiden, Duin- en Bollenstreek
- AV Rijnsoever (Katwijk)
- De Spartaan (Lisse)
- Distance Runners Voorhout (Voorhout)
- Leiden Atletiek (Leiden)
- Loopgroep Leiderdorp (Leiderdorp)
- Loopgroep Nieuw Vennep (Nieuw-Vennep)
- Loopgroep Oegstgeest (Oegstgeest)
- LRRC (Leiden)
- L.V. Plantaris (Roelofarendsveen)
- Noordwijkerhoutse Strandlopers (Noordwijkerhout)
- SIB-Loopcollectief (Noordwijkerhout)
- VanDrielRunners (Leiderdorp)
- Voorschoten '97 (Voorschoten)
- Woudrunners Leiden (Leiden)

### Regio 8: Den Haag
- AV De Koplopers (Delft)
- AV Olympus '70 (Naaldwijk)
- AV Sparta (Den Haag)
- AV Waterweg (Maassluis)
- AV '40 (Delft)
- Haag Atletiek (Den Haag)
- HHR (Den Haag)
- Loopgroep Ophorstrunners
- Trimclub Clingendael (Den Haag)
- WZK/TRI TEAM Wassenaar (Wassenaar)

### Regio 9: Rijnmond
- AV Fortuna (Vlaardingen)
- AV Pallas '93 (Hellevoetsluis)
- CAV Energie (Barendrecht)
- Erasmus UR Roadrunners (Rotterdam)
- Funrunners Rotterdam (Rotterdam)
- IJsselrunners (Capelle aan den IJssel)
- Loopgroep Run A round (Vlaardingen)
- Loopsport Run4Fun Krimpen (Krimpen aan den IJssel)
- PAC (Rotterdam)
- Rotterdam Atletiek (Rotterdam)
- Rotterdam Running Ambassadors (Rotterdam)
- RWV (Rotterdam)
- Spark (Spijkenisse)
- Voorne Atletiek (Vierpolders)

### Regio 10: Zuid-Holland Midden
- AAV '36 (Alphen aan den Rijn)
- ARV Ilion (Zoetermeer)
- Atletiek- en trimvereniging Avantri (Schoonhoven)
- AV Gouda (Gouda)
- AV '47 (Boskoop)
- De Groene Hart Lopers (Alphen aan den Rijn)
- De Kieviten (Bleiswijk)
- Gallery Play Running (Alphen aan den Rijn)
- Loopgroep Ter Aar (Ter Aar)
- RRZ (Zoetermeer)
- SC Antilope (Waddinxveen)
- SC Reeuwijk (Reeuwijk)
- Trackstars Nesselande (Rotterdam)
- Trim- Trainingsgroep Nieuwkoop (Nieuwkoop)

### Regio 11: Zeeland
- AV De Wielingen (Oostburg)
- AV Scheldesport (Terneuzen)
- AV'56 (Goes)
- Delta Sport (Zierikzee)
- Dynamica ADSV (Vlissingen)
- González Running Team (Vlissingen)
- MSV en AV Flakkee (Middelharnis)
- RK HAV (Hulst)
- Vereniging Zeeland Atletiek (Goes)

### Regio 12: West-Brabant
- AC Olympia (Halsteren)
- ARV Achilles (Etten-Leur)
- AV Groene Ster (Zevenbergen)
- AV Rucphen '90 (Rucphen)
- AV Standdaarbuiten '90 (Standdaarbuiten)
- AVO 1983 (Oudenbosch)
- DJA (Zundert)
- Loopvereniging TOF (Breda)
- RREL (Etten-Leur)
- Spado (Bergen op Zoom)
- SV Diomedon (Steenbergen)
- THOR (Roosendaal)

### Regio 13: Midden-Brabant
- ACW '66 (Waalwijk)
- Altena Road Runners (Woudrichem)
- Atledo (Dongen)
- Atletiekvereniging SPRINT (Breda)
- AV Achil '87 (Hilvarenbeek)
- AV Attila (Tilburg)
- AV Spiridon (Gilze en Rijen)
- DAK (Drunen)
- Gloria Atletiek (Baarle-Nassau)
- Loopgroep Goirle (Goirle)
- Loopgroep GoRun (Kaatsheuvel)
- Scorpio (Oosterhout)
- Taxandria Atletiek (Oisterwijk)
- Tilburg Road Runners (Tilburg)
- TLV "De Langstraat" (Kaatsheuvel)
- TSAV Parcival (Tilburg)

### Regio 14: De Kempen
- AV Generaal Michaelis (Best)
- AV Oirschot (Oirschot)
- AV Reusel '69 (Reusel)
- AV Valkenswaard (Valkenswaard)
- DES (Eersel)
- Eindhoven Atletiek (Eindhoven)
- ESAV Asterix (Eindhoven)
- Geldrop Runners (Geldrop)
- GVAC (Veldhoven)
- LOGO (Geldrop)
- Loopgroep Blixemsnel (Eindhoven)
- Loopgroep De Springbokken (Son en Breugel)
- No-Limits (Bladel)
- SV Fortuna '67 (Sint-Oedenrode)

### Regio 15: Noord-Oost Brabant
- Atletiek en Har(t)loopclub Engelen (Engelen)
- AV De Keien (Uden)
- AV Marvel (Boxtel)
- AV Oss '78 (Oss)
- AV-Olympus Land van Cuijk (Rijkevoort)
- GAC Gemert (Gemert)
- HLC Engelen ('s-Hertogenbosch)
- Loopgroep Rosmalen (Rosmalen)
- Loopgroep Wijbosch (Schijndel)
- Loopschool Wim Akkermans (Vught)
- O.S.S. - VOLO ('s-Hertogenbosch)
- OLAT (Sint-Oedenrode)
- Prins Hendrik (Vught)
- Zaltbommel Dutch Runners (Zaltbommel)

### Regio 16: Limbra
- Atletiek Helden (Panningen)
- Atletiek Leudal (Heythuysen)
- Atletiekvereniging ATH (Helmond)
- ATV Venray (Venray)
- AV Lopersgroep Deurne (Deurne)
- AV Sporting Boxmeer (Boxmeer)
- AV 't Jasper Sport (Someren)
- AV Weert (Weert)
- Gennep Atletiek (SV Vitesse '08) (Gennep)
- HAC (Helmond)
- Loopgroep De Grenslaupers (Ittervoort)
- Scopias Atletiek (Venlo)
- Swift Atletiek (Roermond)
- Venloop Running Team (Venlo)

### Regio 17: Zuid-Limburg
- Atletiek Maastricht (Maastricht)
- AV Achilles Top (Kerkrade)
- AV Caesar (Beek)
- AV Maasrunners (Eijsden)
- AV Unitas (Sittard)
- AVON (Heerlen)
- HoHa Runners (Gulpen)
- STAP Brunssum (Brunssum)
- STB (Landgraaf)
- UROS (Maastricht)

### Regio 18: Rivierenland
- Arena Atletiek (Rhenen)
- Arnhem Loopt (Arnhem)
- Atletiek- en wandelsportver. Astylos (Tiel)
- AV Cifla (Nijmegen)
- AV De Liemers (Zevenaar)
- AV Pallas '67 (Wageningen)
- AV Wijchen (Wijchen)
- Ciko '66 (Arnhem)
- Climax (Ede)
- De Dijkrunners (Dodewaard)
- JJ Running Team (Arnhem)
- Loopgroep De Zoomlopers (Wageningen)
- Loopgroep PK (Dodewaard)
- Loopgroep SITA (?)
- Nijmegen Atletiek (Nijmegen)
- NSAV 't Haasje (Nijmegen)
- Onsweb (Arnhem)
- Running Team Simba (Nijmegen)
- Running Team Zevenheuvelen (Nijmegen)
- Social Mile (Arnhem)
- WAV Tartlétos (Wageningen)

### Regio 19: Veluwe en Achterhoek
- Algemene Bathmense Sportvereniging (Bathmen)
- Argo Atletiek (Doetinchem)
- ASV (Eibergen)
- Atletico '73 (Gendringen)
- Atletiekvereniging MarathonPlus (Deventer)
- AV Archeus (Winterswijk)
- AV Daventria 1906 (Deventer)
- AV Gelre (Dieren)
- AV Hanzesport (Zutphen)
- AV Veluwe (Apeldoorn)
- AV '34 (Apeldoorn)
- AVA '70 (Aalten)
- De Loper (Zevenaar)
- Fastfoot (Bronckhorst)
- Loopgroep Jan Strijker (Brummen)
- Loopgroep Zandloper (Aalten)
- LV Groenlo (Groenlo)
- Runners Vorden (Vorden)

### Regio 20: Twente
- AAV Sisu (Almelo)
- AC TION (Enschede)
- ACO / Van Elderen (Ommen)
- ASV Atletics Nijverdal (Nijverdal)
- AV Goor '75 (Goor)
- AV Haaksbergen (Haaksbergen)
- AV Holten (Holten)
- AV Iphitos (Losser)
- AV Rijssen (Rijssen)
- AV Spurt '88 (Hardenberg)
- AV Twenterand (Wierden)
- Avanti-Wilskracht (Enschede)
- AWD 2005 (Delden)
- Kronos (Enschede)
- LAAC Twente (Oldenzaal)
- Loopgroep De Lutte (De Lutte)
- Loopgroep Gemeente Enschede (Enschede)
- Loopgroep Het Lageveld (Twenterand)
- Loopgroep RUN&FUN Twente (Hengelo)
- Marathon Pim Mulier (Hengelo)
- Sportlust/LG De Zandstuve (Vroomshoop)
- De Tubanten (Enschede)

### Regio 21: IJsseldelta
- AV Athlos (Harderwijk)
- AV De Gemzen (Heerde)
- AV Flevo Delta (Dronten)
- AV NOP (Emmeloord)
- AV PEC 1910 (Zwolle)
- AV Salland (Raalte)
- BB Lopers (Zwolle)
- Cialfo (Epe)
- De Vorm Runners (Putten)
- Isala '96 (Kampen)
- Loopgroep Garderen (Garderen)
- Loopgroep Visie (Ermelo)
- AV de Sprinter (Meppel)
- Running2000 (Zeewolde)
- SV Putten (Ermelo)

### Regio 22: Drenthe
- AAC '61 (Assen)
- De Baddedravers (Annerveenschekanaal)
- EAC De Sperwers (Emmen)
- DOS (Dwingeloo)
- Gehandicapten Sportclub Emmen (Emmen)
- Gymnastiekvereniging Door Sport tot Vriendschap (Peize)
- HAC '63 (Hoogeveen)
- Hunzerunners Loopgroep Annen (Annen)
- Loopgroep Beilen (Beilen)
- Loopgroep de Drentsche Aa (Zuidlaren)
- LoopgroepGieten (Gieten)
- Loopgroep Kloosterveen (Assen)

### Regio 23: Friesland
- AV Athleta (Grouw)
- AV Heerenveen (Heerenveen)
- AV Horror (Sneek)
- AV Impala (Drachten)
- AV Lionitas (Leeuwarden)
- AV Spartacus (Franeker)
- AV Start '78 (Steenwijk)
- Hardloopvereniging Lichtlopen (Sneek)
- Loopclub Burgum (Burgum)
- Loopgroep Triple-S (Scharnegoutum)
- Loopgroep Dokkum en omgeving (Dokkum)
- Loopgroep Goutum (Goutum)
- Loopgroep Hugo Veenker (Dokkum)
- Loopgroep IJlst (IJlst)
- Loopgroep Leeuwarden (Leeuwarden)
- Loopgroep Sneek (Sneek)
- Loopgroep Stiens (Stiens)
- Loopgroep Surhuisterveen (Surhuisterveen)
- Loopgroep Witmarsum (Witmarsum)
- Loopsportvereniging Invictus (Appelscha)
- SV Friesland (Sint Jacobiparochie)

### Regio 24: Groningen
- Artemis (Winsum)
- ATC '75 (Haren)
- AV Aquilo (Winschoten)
- AV Fivelstreek (Delfzijl)
- AV Jahn II (Stadskanaal)
- ChiTA (Ter Apel)
- Groningen Atletiek (Groningen)
- GSAV Vitalis (Groningen)
- Gym en AV SOS (Muntendam)
- HLC-Onstwedde (Onstwedde)
- Loopgroep Astrea (Groningen)
- Loopgroep Bedum (Bedum)
- Loopgroep Eenrum en omstreken (Eenrum)
- Loopgroep Groningen (Groningen)
- Loopgroep Grootegast (Grootegast)
- Loopgroep gRUNN (Groningen)
- Loopgroep Kameleon (Uithuizen)
- Loopgroep Nienoord (Nienoord)
- Loopgroep RaitdaipRunners (Sauwerd)
- Loopgroep Zuidhorn (Zuidhorn)
- Loopsport Groningen (Groningen)
- Runners Stadskanaal (Stadskanaal)
- Sportvereniging TEO (Ten Post)
- SV Veendam Atletiek (Veendam)